# Замбарлукос, Харис
Харис Замбарлукос (греч. Χάρης Ζαμπαρλούκος, англ. Haris Zambarloukos; род. 11 марта 1970) — киприотский и британский кинооператор. Он наиболее известен по своим работам в таких фильмах как «Венера» (2006), «Сыщик» (2007), «Мамма миа!» (2008) и «Тор» (2011).

## Ранняя жизнь и карьера
Харис Замбарлукос родился 11 марта 1970 года в Никосии, Кипре. Он получил степень бакалавра изобразительных искусств от «Центрального колледжа искусства и дизайна имени Святого Мартина» в Лондоне. Он получил степень магистра изящных искусств в кинематографии от «Американского института киноискусства» в 1997 году. Он работал в качестве стажёра оператора под руководством Конрада Холла в фильме «Гражданский иск» (1998). Его первым полнометражным фильмом в качестве оператора стал фильм 2000 года «Камера обскура». В 2006 году в журнале «Variety» его назвали «Одним из 10 операторов, которые смотрят». Его первое сотрудничество с режиссёром Кеннетом Брана было в фильме «Сыщик» с Майклом Кейном в главной роли. Они сотрудничали снова в супергеройском фильме 2011 года «Тор». Замбарлукос является членом Совета губернаторов «Британского общества кинооператоров».

## Избранная фильмография
- Испытание любовью / Enduring Love (2004)
- Свидетель на свадьбе / The Best Man (2005)
- Венера / Venus (2006)
- Сыщик / SLeuth (2007)
- Смертельный номер / Death Defying Acts (2007)
- Мамма миа! / Mamma Mia! (2008)
- Тор / Thor (2011)
- Лок / Locke (2013)
- Джек Райан: Теория хаоса / Jack Ryan: Shadow Recruit (2014)
- Всевидящее око / Eye in the Sky (2015)
- Золушка / Cinderella (2015)
- Отрицание / Denial (2016)
- Убийство в «Восточном экспрессе» / Murder on the Orient Express (2017)
- Артемис Фаул / Artemis Fowl (2019)
- Белфаст / Belfast (2021)
- Смерть на Ниле / Death on the Nile (2022)
- Призраки в Венеции / Haunting in Venice (2023)
- Битлджус Битлджус / Beetlejuice Beetlejuice (2024)